# بيت حميد (الرضمة)

تعديل مصدري - تعديل

بيت حميد هي إحدى قرى عزلة يحير بمديرية الرضمة التابعة لمحافظة إب، بلغ تعداد سكانها 591 نسمة حسب تعداد اليمن لعام 2004.